# Chacha-warmi
 (mars 2024).
Le chacha-warmi est un principe d'égalité des sexes utilisé dans les cultures autochtones aymaras. Il s'agit d'un néologisme signifiant littéralement « homme-femme ». La promotion du chacha-warmi a été notamment portée par Evo Morales.